# Stanislas Czaykowski
Il Graf Stanisław Michel Adam Frédéric Marie Czaykowski (L'Aia, 10 giugno 1899 – Monza, 10 settembre 1933) è stato un pilota automobilistico, militare e nobile polacco con cittadinanza francese.

## Biografia
Stanislas Czaykowski era il ricchissimo erede di una famiglia nobile polacca. La sua immensa fortuna economica derivava dai suoi affari in Inghilterra, che gli permisero di acquistare ben sette vetture Bugatti. Dopo aver servito come volontario nella fanteria francese durante la prima guerra mondiale, iniziò la sua carriera di pilota.

## Carriera
Dopo alcuni anni di apprendistato su automobili da 1000 cm³, Czaykowski passò alle auto di grossa cilindrata. La sua prima vettura fu una Bugatti T37A, con cui debuttò al Gran Premio di Comminges del 1929 e corse alcune gare fino al giugno dell'anno successivo. In seguito, acquistò una Bugatti T35C e, successivamente, una T51, con cui disputò alcune gare e vinse il Gran Premio del Marocco del 1931. Nello stesso anno, batté il record dell'ora sul circuito dell'AVUS, guidando una T54. Nella stessa occasione, Czaykowski batté anche i record sul chilometro, sul miglio e sui 5 chilometri.
Nel 1932 e nel 1933, Czaykowski partecipò alla 24 ore di Le Mans, sempre al volante di una Bugatti, ma fu sempre costretto al ritiro.
Nel 1933 arrivò anche la vittoria alla Coppa dell'Impero Britannico ma purtroppo, il 10 settembre, durante la finale del Gran Premio di Monza, Czaykowski scivolò su una macchia d'olio lasciata dalla Duesenberg di Carlo Felice Trossi: la Bugatti del pilota polacco uscì di pista, si ribaltò e si incendiò, non lasciandogli scampo. La stessa macchia d'olio, durante le batterie eliminatorie, aveva provocato l'incidente mortale di Giuseppe Campari e Baconin Borzacchini.